# Rudolf Risch
Rudolf Risch (Berlín, 20 de gener de 1908 - Tighina, 22 d'agost de 1944) va ser un ciclista alemany que fou professional entre 1932 i 1936. Va morir al front durant la Segona Guerra Mundial.

## Palmarès
- 1929
  - 1r a la Rund um Berlin
  -  Campió d'Alemanya amateur en ruta
  -  Campió d'Alemanya amateur en contrarellotge per equips
- 1930
  - 1r de la Rund um Spessart und Rhön
- 1931
  -  Campió d'Alemanya amateur en contrarellotge per equips
- 1932
  - 1r a la Rund um die Hainleite

### Resultats al Tour de França
- 1932. 57è de la classificació general (fanalet vermell)
- 1934. 38è de la classificació general
- 1936. Abandona (4a etapa)